# Luan Santos
Luan Vinícius da Silva Santos (* 14. Mai 1999 in São Paulo) ist ein brasilianischer Fußballspieler, der beim FC São Paulo unter Vertrag steht und derzeit an den EC Vitória ausgeliehen ist. Der Mittelfeldspieler war brasilianischer U20-Nationalspieler.

## Karriere

### Verein
Im Jahr 2010 schloss sich Luan Santos der Nachwuchsabteilung des FC São Paulo an. Dort spielte er in diversen Juniorenauswahlen und wurde während der Série A 2018 von Cheftrainer Diego Aguirre als Ersatz für den verletzten Jucilei in die erste Mannschaft befördert. Am 22. August 2018 (14. Spieltag) gab er sein Ligadebüt beim 3:1-Heimsieg gegen den Rivalen Corinthians São Paulo, als er in der 86. Spielminute für Edimar Fraga eingewechselt wurde. Zwei Spieltage später stand er beim 2:0-Auswärtssieg gegen Cruzeiro Belo Horizonte als Ersatzspieler für den gesperrten Hudson erstmals in der Startformation der Tricolor. Am 23. Oktober unterzeichnete er einen neuen Vierjahresvertrag beim Erstligisten. Das Saisonende verpasste er aufgrund einer Knöchelverletzung. In dieser Spielzeit kam er in sieben Ligaspielen zum Einsatz, in denen er eine Vorlage verbuchen konnte.
Auch den Auftakt zum Série A 2019 verpasste Luan verletzungsbedingt. Anschließend etablierte er sich unter dem neuen Cheftrainer Cuca als Stammspieler. In dieser Saison bestritt er 23 Ligaspiele in der Série A für den FC São Paulo. Nach der Saison 2020 wurde Luan zunehmend nur noch als Reservespieler berücksichtigt. 
Im März 2024 wurde Luan an den EC Vitória ausgeliehen.

### Nationalmannschaft
Seit Oktober 2018 ist Luan Santos für die brasilianische U20-Nationalmannschaft im Einsatz. Im Frühjahr 2019 nahm er mit der U20 an der U-20-Südamerikameisterschaft 2019 in Chile teil. Dort bestritt er acht von neun Spielen und klassierte sich mit Brasilien auf dem fünften Rang.

## Erfolge
- Copa do Brasil: 2023